# Герасименко Василь Пилипович
Василь Пилипович Герасименко (нар. 11 (24) квітня 1900, Велика Бурімка — 13 лютого 1961, Київ) — радянський воєначальник, перший і єдиний в історії міністр оборони УРСР, генерал-лейтенант. У 1944 році Герасименко виступав за створення українських збройних формувань (по типу Армії Людової) у складі Робітничо-Селянської Червоної Армії (РСЧА). Депутат Верховної Ради СРСР 1-го скликання. Член ЦК КП(б)У в 1940—1949 роках.

## Біографія
Народився 11 (24 квітня) 1900 року в селі Великій Бурімці (тепер Чорнобаївського району Черкаської області) в селянській родині. У дев'ятирічному віці разом з матір'ю переїхав до родичів на Кубань, у станицю Березанську. Там 1912 року закінчив сільську школу, потім двокласне міське училище імені Герасима Нкіля в Катеринодарi. З 1912 року працював пастухом, наймитував у заможних селян.
У Червоній армії з 1918 року. Служив червоноармійцем загону Сорокіна, 1-го революційного полку, 229-го полку РСЧА. Був помічником командира взводу. Учасник громадянської війни, воював на Північному Кавказі та півдні Росії. Член РКП(б) з 1920 року.
У 1922 році закінчив курси командного складу РСЧА. З 1922 року служив командиром роти і командиром батальйону 110-го полку 37-ї стрілецької дивізії Білоруського військового округу.
У 1927 році закінчив Мінську об'єднану військову школу, в 1931 році Військову академію імені М. Фрунзе.
Від 1931 року — на штабній роботі: начальник 1-ї частини штабу 3-ї Кримської дивізії Українського військового округу, з 1932 року — начальник 1-ї частини штабу військового з'єднання 3072. У 1936—1937 роках — начальник штабу 95-ї стрілецької дивізії Київського військового округу.
З серпня 1937 року — командир 8-го стрілецького корпусу Київського особливого військового округу. Від 1938 року — заступник командувача військ Київського особливого військового округу — начальник Київського гарнізону.
Із липня 1940 року — командувач військ Приволзького військового округу. У 1940 році отримав звання генерал-лейтенанта. Командувач 5-ї армії під час Бессарабсько-Буковинського походу РСЧА.
На початку німецько-радянської війни у червні-липні 1941 року командував 21-ю, 13-ю арміями на Західному фронті. У вересні-листопаді 1941 року — заступник з тилу командувача військами Резервного фронту, помічник начальника тилу Червоної армії з постачання фронтів. Від грудня 1941 року — командувач військами Сталінградського військового округу. З вересня 1942 року до листопаду 1943 року — командувач 28-ю армією, що діяла на Сталінградському фронті, Південному фронті та 4-му Українському фронті. Очолювані ним війська відзначилися в Ростовській наступальній операції 1943 року і Мелітопольській наступальній операції 1943 та під час зайняття східних теренів України. З січня 1944 року — командувач військами Харківсьного військового округу. Від березня 1944 до липня 1945 року — командувач Київського військового округу.
Указом Президії Верховної Ради УРСР від 11 березня 1944 призначений народним комісаром оборони Української РСР. Цей указ легалізував рішення, прийняте напередодні Ставкою Верховного Головнокомандування і Державним комітетом оборони (обидва органи очолював І. В. Сталін). Дослідники припускають, що своїм призначенням В. Герасименко певною мірою зобов'язаний Микиті Хрущову, з яким був добре знайомий ще з довоєнних часів. 1944 Герасименко року виступав за створення українських збройних формувань (по типу Армії Людової) у складі РСЧА.
13 листопада 1945 року рішенням Сталіна, як Верховного головнокомандувача Збройних Сил СРСР, генерал-лейтенанта В. Герасименка звільнено з посади наркома оборони України та командувача Київського військового округу й переведено до Риги, де розташовувалося командування Прибалтійського військового округу (ПрибВО). Таким чином Герасименко став першим та єдиним керівником Наркомату оборони УРСР.
В ПрибВО він служив на посаді заступника командувача округу — спочатку зі стройової частини, потім з військово-навчальних закладів. У Ризі В. Герасименко пробув до лютого 1947 року, відтак його послали на перепідготовку на Вищі академічні курси при військовій академії ім. Ворошилова. З травня 1949 року, після закінчення курсів, він знову в Ризі. У вересні 1953 року звільнений у запас за станом здоров'я.

Могила В. Герасименка

Помер 13 лютого 1961 року. Похований в Києві на Лук'янівському військовому кладовищі (ділянка № 2).

## Цікаві факти
Василь Герасименко належав до того незначного числа генералів-українців, які не соромились свого українського походження та розмовляли рідною мовою. Останнє, щоправда, подекуди дратувало його колег-росіян. Скажімо, генерали І. Конєв і В. Толбухін через це між собою звали Герасименка не інакше, як «хохлом», і мали з ним не дуже приязні стосунки. Однак, мабуть, саме через це він був ідеальною фігурою для призначення на посаду наркома оборони України.
На честь Герасименка названі вулиці в російських містах Астрахань, Ростов-на-Дону, Еліста.